# Metropolia di Florina, Prespes e Eordia

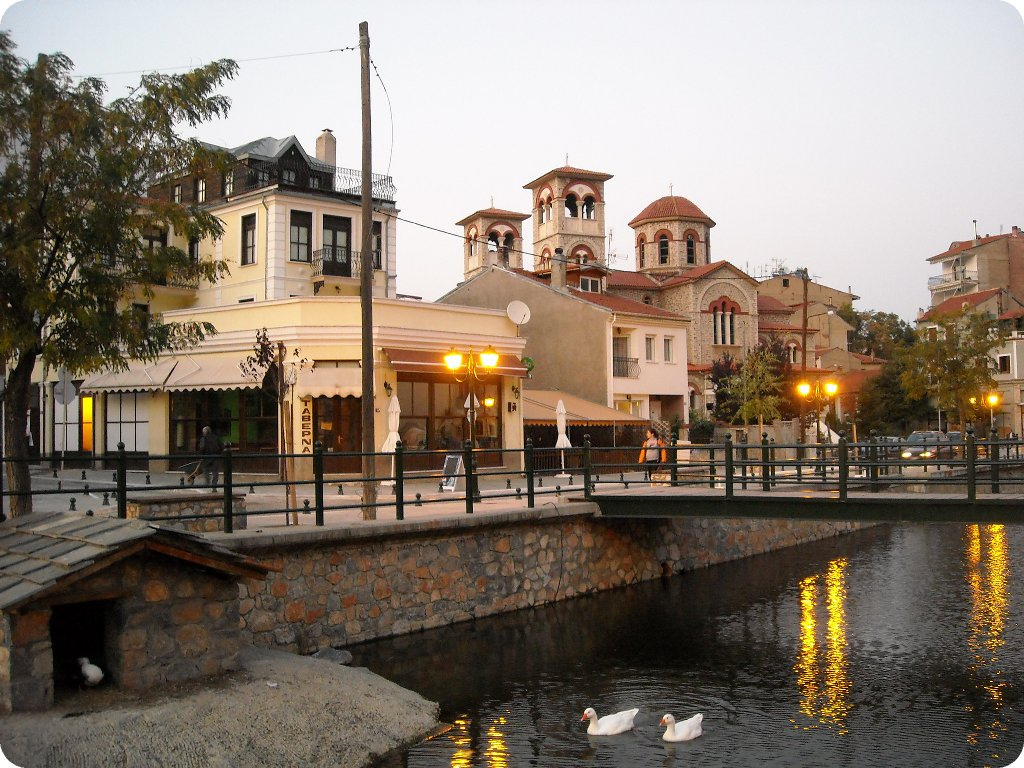
Scorcio sulla cattedrale metropolitana di San Pantalemone.

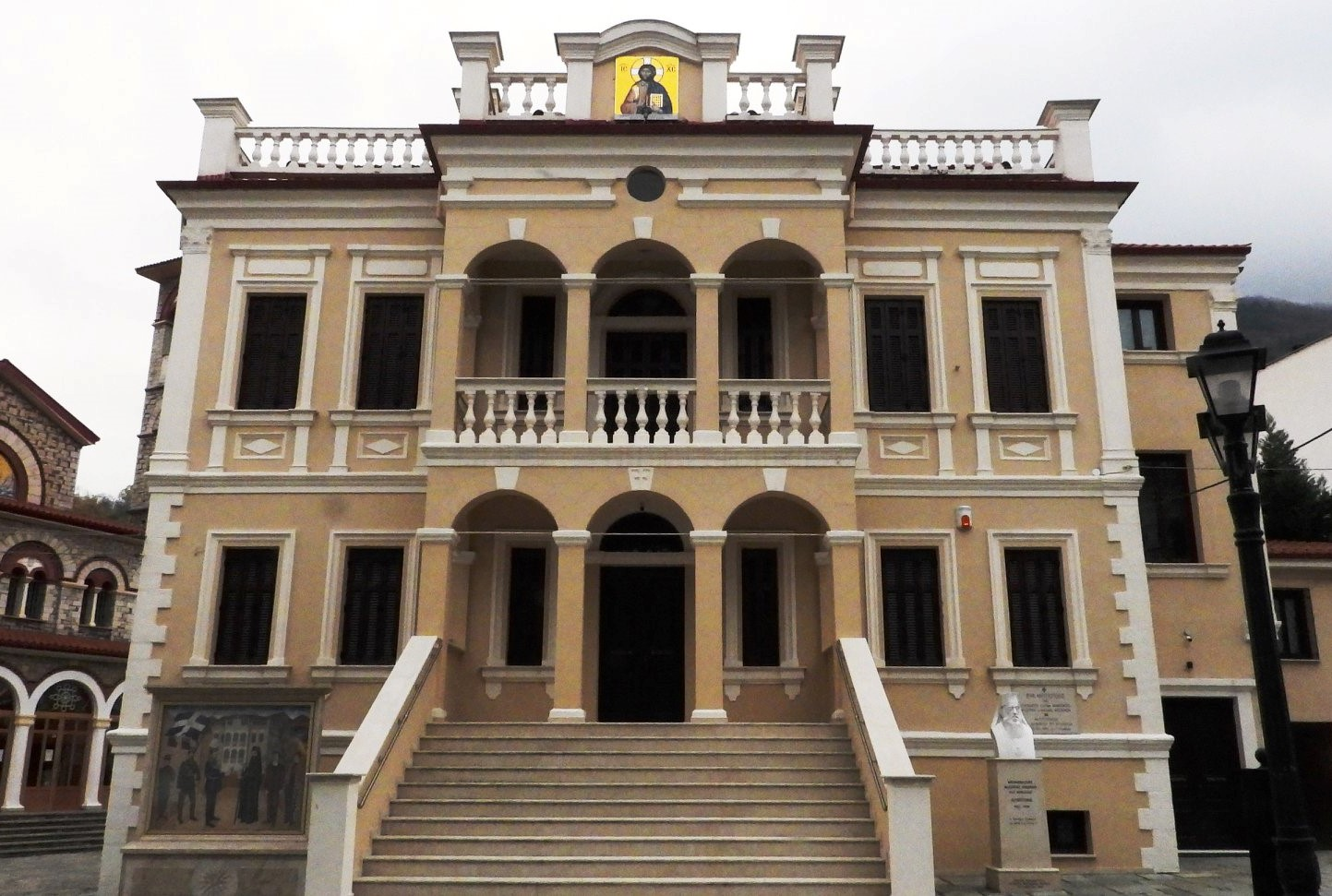
Il palazzo metropolitano di Florina.

La metropolia di Florina, Prespes e Eordia (in greco Ιερά Μητρόπολις Φλωρίνης, Πρεσπών και Εορδαίας?, Ierá Mitrópolis Florínis, Prespón kai Eordaías) è una diocesi del patriarcato ecumenico di Costantinopoli, pastoralmente affidata alla Chiesa di Grecia.
Dal 22 ottobre 2023 il metropolita è Ireneo, al secolo Mario Laftsis.

## Territorio
La metropolia si estende nella parte nord-occidentale della Grecia al confine con la Macedonia del Nord e comprende parti delle unità periferiche di Florina, Kozani e Pella.
Sede metropolitana è la città di Florina, dove si trova la cattedrale di San Pantalemone.

## Storia
L'odierna metropolia è erede dell'antica diocesi di Moglena, corrispondente all'odierna città greca di Almopia, di cui incerte sono le origini. Essa appare per la prima volta nella decisione di Basilio II del 1018, con la quale l'imperatore definiva l'estensione e la giurisdizione dell'arcivescovado di Ocrida, di cui Moglena diventava una delle suffraganee. La provincia ecclesiastica di Acrida fu in questa occasione sottomessa al patriarcato di Costantinopoli, ma in seguito ottenne una semi-autonomia, che perdurò fino al 1767, quando l'arcivescovado di Ocrida fu soppresso e le sedi suffraganee sopravvissute furono integrate pleno iure nel patriarcato costantinopolitano.
Moglena, l'odierna Almopia, rimase sede metropolitana fino alla seconda metà del XVIII secolo; poi, a causa della turchificazione della sua popolazione, i metropoliti trasferirono la loro residenza in altre località, fino a stabilirsi definitivamente a Florina durante l'episcopato del metropolita Neofito (1824-1858). Ma solo nel 1925 la metropolia prese il nome dalla sua nuova sede episcopale di Florina, ossia "metropolia di Florina e Moglena/Almopia", che divenne "metropolia di Florina, Almopia e Eordia" nel 1943.
Nel 1928 la sede di Florina, cui erano uniti i titoli di Almopia ed Eordaia, e tutte le altre diocesi del patriarcato di Costantinopoli in territorio greco liberate dall'occupazione ottomana nel 1912, furono affidate, tramite un accordo tra le parti, alle cure della Chiesa di Grecia.
Con decisione del Santo Sinodo della Chiesa di Grecia del 22 giugno 1967, l'arcipresbiterato di Almopia è stato ceduto alla metropolia di Edessa, e contestualmente la metropolia di Florina ha assunto il nome attuale.

## Cronotassi
La presente cronotassi, eccetto eventuali modifiche riportate in nota, segue da vicino quella pubblicata da Λάζαρος Μελίσσας, pp. 190-194.
- San Pantalemone † (1134 - 1164)
- Anonimo † (menzionato tra il 1217 e il 1235)
- Nifone † (menzionato nel 1321 o 1327[6])
- Nifone † (menzionato nel 1390)[7]
- Pacomio † (menzionato nel 1532)
- Anonimo † (menzionato nel 1565)
- Teofane † (menzionato nel 1589)
- Giuseppe † (menzionato nel 1606)
- Teofane † (menzionato nel 1624)
- Cosma † (menzionato nel 1629)
- Caritone † (menzionato tra il 1631 e il 1634)
- Sofronio † (menzionato nel 1634)
- Dionisio † (menzionato tra il 1644 e il 1649)
- Ignazio † (menzionato tra il 1653 e il 1670)
- Nicodemo † (menzionato tra il 1670 e il 1676)
- Palladio † (menzionato nel 1683)
- Antimo † (prima del 1691)
- Dionisio Kokkinos † (circa 1691 - 1699 deposto)
- Ignazio † (menzionato nel 1706)
- Gabriele † (menzionato tra il 1714 e il 1719)
- Partenio † (menzionato nel 1725)
- Procopo † (menzionato nel 1736)
- Teodoreto † (menzionato nel 1740)
- Antimo † (menzionato nel 1740)
- Gabriele † (prima del 1743)
- Gioacchino † (circa 1743 - 1762)
- Germano † (1762 - 1767 deposto)
- Natanaele † (aprile 1767 - giugno 1767 eletto metropolita di Pelagonia)
- Gedeone † (1767 - 1774)
- Agatangelo † (1774 - 1783)
- Germano † (1783 - 1798)
- Timoteo † (1798 - 1824 deceduto)
- Neofito † (12 aprile 1824 - novembre 1858 deceduto)
- Melezio † (10 novembre 1858 - 11 aprile 1865 deceduto)
- Procopio † (1º maggio 1865 - 2 maggio 1877 eletto metropolita di Veria)
- Germano Apostolidis † (2 maggio 1877 - 31 ottobre 1881 eletto metropolita di Selimbria)
- Callinico † (11 novembre 1881 - 29 gennaio 1891 dimesso)
- Abercio † (5 febbraio 1891 - aprile 1894 dimesso)
- Gioannizio Margaritiadis † (30 aprile 1894 - 31 marzo 1905 eletto metropolita di Imbro)
- Antimo Saridis † (31 marzo 1905 - 19 febbraio 1908 eletto metropolita di Bizia e Medea)
- Smaragdos Hatzievstathiou † (21 febbraio 1908 - 5 agosto 1910 eletto metropolita di Filippopoli)
- Costanzo Rousis † (8 agosto 1910 - 26 giugno 1912 eletto metropolita di Bodena)
- Policarpo Sakellaropoulos † (28 giugno 1912 - 27 marzo 1926 dimesso)[8]
- Crisostomo Kavouridis † (27 marzo 1926 - 1932 dimesso)
- Basilio Papadopoulos † (ottobre 1932 - 24 gennaio 1967 dimesso)
- Augoustinos Kantiōtīs † (25 giugno 1967 - 14 gennaio 2000 dimesso)
- Teoclito Passalis † (23 gennaio 2000 - 1º ottobre 2023 dimesso)
- Ireneo Laftsis, dal 22 ottobre 2023